# Vatjomyrans naturreservat
Vatjomyrans naturreservat är ett naturreservat i Sorsele kommun i Västerbottens län.
Området är naturskyddat sedan 2024 och är 144 hektar stort. Reservatet ligger sydväst om Sorsele och består våtmarker kring en bäck och urskogsartade granskogar.